# Pexopsis yakushimana
Pexopsis yakushimana är en tvåvingeart som beskrevs av Hiroshi Shima 1968. Pexopsis yakushimana ingår i släktet Pexopsis och familjen parasitflugor. Inga underarter finns listade i Catalogue of Life.